# Schwärzermühle (Hirschau)
Schwärzermühle in der Gemarkung Steiningloh ist ein Gemeindeteil der Stadt Hirschau im Landkreis Amberg-Sulzbach in der Oberpfalz in Bayern.

## Lage
Die Einöde Schwärzermühle liegt zwischen Hirschau und Amberg an der Staatsstraße 2238, die die beiden Oberzentren Amberg und Weiden miteinander verbindet.

## Verkehr
Schwärzermühle liegt an der Staatsstraße 2238 zwischen Amberg und Hirschau. Von der Bundesstraße 299 aus erreicht man Schwärzermühle über Ursulapoppenricht und Höhengau über die Kreisstraße AS 31 nach 3 km.
An den öffentlichen Nahverkehr angebunden ist Schwärzermühle über die Haltestelle Steiningloh der Buslinie 55 der RBO zwischen Amberg und Weiden über Schnaittenbach (VGN-Linie 455).
Der nächstgelegene Bahnhof in Amberg ist 12 km entfernt.